# Antônio Lopes
Pour les articles homonymes, voir Lopes.
Antônio Lopes dos Santos dit Antônio Lopes, né le 12 juin 1941 à Rio de Janeiro, est un entraîneur brésilien de football.

## Biographie
Il est joueur à Olaria (1958-1961) et Bonsucesso (1961-1962), puis devient entraîneur à partir de 1980.
Il passe par de nombreuses équipes comme des clubs (Vasco da Gama, Fluminense, Flamengo, Paranaense, Al-Hilal FC, Corinthians Paulista) ou des sélections nationales (Koweït, Côte d'Ivoire, Brésil) en tant qu'entraîneur principal ou adjoint.